# ブルーホライゾン債権回収
ブルーホライゾン債権回収株式会社（ブルーホライゾンさいけんかいしゅう、英: Blue Horizon Asset Management Co.,Ltd.）は、東京都港区六本木に拠点をおく債権管理回収業（サービサー）である。
かつて消費者金融・事業者金融のニッシン（のちのNISグループ）傘下であったが、現在はフォートレス・インベストメント・グループ傘下である。

## 概要
債権管理回収業に関する特別措置法が改正され、ニッシンの債権回収子会社「ニッシン債権回収」として2001年に設立する。バブル崩壊で金融機関が抱えた不良債権を取扱うことで業績が躍進し、2004年9月に東証マザーズへ上場した。
2006年1月のシティズ判決によりグレーゾーン金利の過払金返還請求が増加し、サブプライムローン問題とリーマンショックにより業績と資金繰りが悪化した。2008年12月に中小企業振興ネットワーク（ビービーネット、中小企業保証機構、日本振興銀行）の支援を受けて経営再建を図るが、日本振興銀行が2010年9月に経営破綻して貸付債権は整理回収機構に譲渡され、入札でフォートレスインベストメントのSPCであるブルーホライゾン合同会社がスポンサーに選定された。

## 沿革
- 2001年（平成13年）
  - 7月11日 - ニッシン債権回収株式会社として設立。
  - 10月25日 - 債権管理回収業の許可を取得（法務大臣許可番号：第58号）[1]。
- 2003年（平成15年）3月 - 本社を東京都千代田区神田錦町1-21に移転。
- 2004年（平成16年）
  - 1月 - 子会社として有限会社ジェイ・ワン・インベストメンツを設立。
  - 3月 - 本社を東京都新宿区西新宿1-25-1に移転。
  - 6月 - 親会社であるニッシンがオリエント信販へ消費者金融部門を売却。
  - 9月16日 - 東京証券取引所マザーズ市場に上場。証券コードは8426。
  - 12月 - 子会社として有限会社ミヤコキャピタルを設立。
- 2005年（平成17年）11月 - 中国不良債権投資事業を手がける子会社として有限会社ジェイ・ツー・中国投資を設立。
- 2006年（平成18年）
  - 1月13日 - 最高裁判所は「上限を超える金利について、事実上強制されて支払った場合、特段の事情がない限り無効」と判断する（シティズ判決）。
  - 10月1日 - 親会社であるニッシン[2]がNISグループ株式会社に商号変更[3]。
  - 12月 - 関西営業所を新設。
- 2008年（平成20年）12月22日 - NISグループと中小企業振興ネットワークとの間で基本合意書を締結。NISグループの連結子会社から外れる[4]。
- 2009年（平成21年）
  - 3月10日 - 第三者割当増資で中小企業信販機構とインデックスより6億円調達[5]。
  - 6月5日 - 東京都千代田区九段南4-2-11に本社を移転。
  - 12月11日 - 中小企業信用機構と資本、業務提携で基本合意[6]。
- 2010年（平成22年）9月10日 - 日本振興銀行が破綻[7]。
- 2011年（平成23年）1月25日 - 中小企業信用機構が民事再生法の適用を申請[8]。
- 2012年（平成24年）
  - 5月9日 - NISグループが民事再生法の適用を申請[9]。
  - 7月20日 - ブルーホライゾン合同会社とスポンサー契約を締結[10]。
  - 8月17日 - ブルーホライゾン合同会社による1回目のTOBが完了[11]。
  - 10月12日 - ブルーホライゾン合同会社による2回目のTOBが完了[12]。
- 2013年（平成25年）
  - 1月15日 - ブルーホライゾン合同会社の完全子会社化に伴い、ブルーホライゾン債権回収株式会社に商号変更。本社を東京都港区六本木7-15-7に移転[13]。東京証券取引所マザーズ市場より上場廃止。
  - 7月23日 - 資本金を5億円に減資[14]。
- 2018年（平成30年）9月10日 - 本社を現在地に移転。